# Lor
|  | Aquest article tracta sobre el municipi francès. Si cerqueu el riu gallec, vegeu «Riu Lor». |

Lor és un municipi francès situat al departament de l'Aisne i a la regió dels Alts de França. L'any 2007 tenia 140 habitants.

## Demografia

### Població
El 2007 la població de fet de Lor era de 140 persones. Hi havia 56 famílies de les quals 8 eren unipersonals (8 dones vivint soles i 8 dones vivint soles), 20 parelles sense fills, 20 parelles amb fills i 8 famílies monoparentals amb fills.
La població ha evolucionat segons el següent gràfic:
Habitants censats

### Habitatges
El 2007 hi havia 60 habitatges, 54 eren l'habitatge principal de la família, 3 eren segones residències i 3 estaven desocupats. 59 eren cases i 1 era un apartament. Dels 54 habitatges principals, 45 estaven ocupats pels seus propietaris i 9 estaven llogats i ocupats pels llogaters; 4 tenien tres cambres, 11 en tenien quatre i 39 en tenien cinc o més. 53 habitatges disposaven pel capbaix d'una plaça de pàrquing. A 22 habitatges hi havia un automòbil i a 26 n'hi havia dos o més.

### Piràmide de població
La piràmide de població per edats i sexe el 2009 era:
| Homes | Edats   | Dones |
| ----- | ------- | ----- |
| 0     | 95 o +  | 0     |
| 0     | 90 a 94 | 0     |
| 0     | 85 a 89 | 4     |
| 0     | 80 a 84 | 0     |
| 8     | 75 a 79 | 0     |
| 0     | 70 a 74 | 8     |
| 0     | 65 a 69 | 4     |
| 8     | 60 a 64 | 0     |
| 0     | 55 a 59 | 4     |
| 0     | 50 a 54 | 4     |
| 0     | 45 a 49 | 0     |
| 8     | 40 a 44 | 4     |
| 4     | 35 a 39 | 4     |
| 8     | 30 a 34 | 8     |
| 4     | 25 a 29 | 0     |
| 0     | 20 a 24 | 0     |
| 8     | 15 a 19 | 8     |
| 0     | 10 a 14 | 8     |
| 0     | 5 a 9   | 4     |
| 8     | 0 a 4   | 0     |

## Economia
El 2007 la població en edat de treballar era de 89 persones, 66 eren actives i 23 eren inactives. De les 66 persones actives 61 estaven ocupades (31 homes i 30 dones) i 5 estaven aturades (4 homes i 1 dona). De les 23 persones inactives 8 estaven jubilades, 5 estaven estudiant i 10 estaven classificades com a «altres inactius».

### Ingressos
El 2009 a Lor hi havia 58 unitats fiscals que integraven 149 persones, la mediana anual d'ingressos fiscals per persona era de 16.539 €.

### Activitats econòmiques
Dels 4 establiments que hi havia el 2007, 1 era d'una empresa de fabricació d'altres productes industrials, 2 d'empreses de comerç i reparació d'automòbils i 1 d'una empresa financera.
L'any 2000 a Lor hi havia 15 explotacions agrícoles que ocupaven un total de 816 hectàrees.

## Poblacions més properes
El següent diagrama mostra les poblacions més properes.